# Achromobacter
Achromobacter é um gênero de bactérias gram-negativas da família Alcaligenaceae.